# Alojzy Moskal
Alojzy Moskal (ur. 7 września 1969) – polski skoczek narciarski. Uczestnik mistrzostw świata seniorów (1991) i juniorów (1987). Medalista mistrzostw Polski.
W swojej karierze wielokrotnie stawał na podium mistrzostw Polski w skokach narciarskich. Indywidualnie zdobył brązowy medal na skoczni normalnej w 1991 oraz srebrny w 1990 i brązowy rok później na skoczniach dużych. Z kolei drużynowo zdobył: srebrny medal w 1986, brązowy w 1989, srebrny w 1990 oraz brązowe w 1991 i 1992.
Jego rekord życiowy, ustanowiony w 1989 na Čerťáku w Harrachovie, wynosi 174 metry.

## Mistrzostwa świata

### Indywidualnie
| 1991 Val di Fiemme/Predazzo | – | 47. miejsce (skocznia duża), 57. miejsce (skocznia normalna) |

## Mistrzostwa świata juniorów

### Indywidualnie
| 1987 Asiago/Gallio | – | 42. miejsce |

## Puchar Świata

### Miejsca w poszczególnych konkursach indywidualnychPucharu Świata
| Źródło                                                                                       | Źródło           | Źródło           | Źródło           | Źródło          | Źródło                      | Źródło          | Źródło                      | Źródło         | Źródło             | Źródło         | Źródło               | Źródło               | Źródło           | Źródło       | Źródło           | Źródło           | Źródło         | Źródło      | Źródło               | Źródło           | Źródło                   | Źródło      | Źródło       | Źródło       | Źródło | Źródło | Źródło | Źródło | Źródło | Źródło | Źródło | Źródło | Źródło | Źródło | Źródło | Źródło | Źródło | Źródło | Źródło | Źródło | Źródło | Źródło | Źródło | Źródło | Źródło | Źródło | Źródło | Źródło | Źródło |
| -------------------------------------------------------------------------------------------- | ---------------- | ---------------- | ---------------- | --------------- | --------------------------- | --------------- | --------------------------- | -------------- | ------------------ | -------------- | -------------------- | -------------------- | ---------------- | ------------ | ---------------- | ---------------- | -------------- | ----------- | -------------------- | ---------------- | ------------------------ | ----------- | ------------ | ------------ | ------ | ------ | ------ | ------ | ------ | ------ | ------ | ------ | ------ | ------ | ------ | ------ | ------ | ------ | ------ | ------ | ------ | ------ | ------ | ------ | ------ | ------ | ------ | ------ | ------ |
| Sezon 1988/1989                                                                              |                  |                  |                  |                 |                             |                 |                             |                |                    |                |                      |                      |                  |              |                  |                  |                |             |                      |                  |                          |             |              |              |        |        |        |        |        |        |        |        |        |        |        |        |        |        |        |        |        |        |        |        |        |        |        |        |        |
| Thunder Bay K89                                                                              | Thunder Bay K120 | Lake Placid K114 | Lake Placid K86  | Sapporo K90     | Sapporo K115                | Oberstdorf K115 | Garmisch-Partenkirchen K107 | Innsbruck K109 | Bischofshofen K111 | Liberec K120   | Harrachov K120       | Oberhof K90          | Oberhof K90      | Chamonix K95 | Oslo K105        | Örnsköldsvik K82 | Harrachov K180 | Planica K92 | Planica K120         | punkty           | punkty                   | punkty      | punkty       | punkty       | punkty | punkty | punkty | punkty | punkty | punkty | punkty | punkty | punkty | punkty | punkty | punkty | punkty | punkty |        |        |        |        |        |        |        |        |        |        |        |
| -                                                                                            | -                | -                | -                | -               | -                           | -               | -                           | -              | -                  | -              | -                    | -                    | -                | -            | -                | -                | 30             | -           | -                    | 0                | 0                        | 0           | 0            | 0            | 0      | 0      | 0      | 0      | 0      | 0      | 0      | 0      | 0      | 0      | 0      | 0      | 0      | 0      |        |        |        |        |        |        |        |        |        |        |        |
| Sezon 1989/1990                                                                              |                  |                  |                  |                 |                             |                 |                             |                |                    |                |                      |                      |                  |              |                  |                  |                |             |                      |                  |                          |             |              |              |        |        |        |        |        |        |        |        |        |        |        |        |        |        |        |        |        |        |        |        |        |        |        |        |        |
| Thunder Bay K120                                                                             | Thunder Bay K90  | Lake Placid K114 | Lake Placid K86  | Sapporo K90     | Sapporo K115                | Oberstdorf K115 | Garmisch-Partenkirchen K107 | Innsbruck K109 | Bischofshofen K111 | Harrachov K120 | Liberec K115         | Zakopane K116        | Sankt Moritz K94 | Gstaad K88   | Engelberg K120   | Predazzo K90     | Predazzo K120  | Lahti K114  | Lahti K90            | Örnsköldsvik K82 | Sollefteå K105           | Raufoss K90 | Planica K120 | Planica K120 | punkty |        |        |        |        |        |        |        |        |        |        |        |        |        |        |        |        |        |        |        |        |        |        |        |        |
| -                                                                                            | -                | -                | -                | -               | -                           | 76              | 69                          | -              | -                  | 73             | 58                   | 42                   | -                | -            | -                | -                | -              | -           | -                    | -                | -                        | -           | 74           | 71           | 0      |        |        |        |        |        |        |        |        |        |        |        |        |        |        |        |        |        |        |        |        |        |        |        |        |
| Sezon 1990/1991                                                                              |                  |                  |                  |                 |                             |                 |                             |                |                    |                |                      |                      |                  |              |                  |                  |                |             |                      |                  |                          |             |              |              |        |        |        |        |        |        |        |        |        |        |        |        |        |        |        |        |        |        |        |        |        |        |        |        |        |
| Lake Placid K86                                                                              | Lake Placid K114 | Thunder Bay K90  | Thunder Bay K120 | Sapporo K90     | Sapporo K115                | Oberstdorf K115 | Garmisch-Partenkirchen K107 | Innsbruck K109 | Bischofshofen K111 | Oberhof K120   | Bad Mitterndorf K185 | Bad Mitterndorf K185 | Lahti K90        | Lahti K114   | Bollnäs K90      | Falun K115       | Trondheim K120 | Oslo K105   | Planica K185         | Planica K185     | Szczyrbskie Jezioro K120 | punkty      | punkty       | punkty       | punkty | punkty | punkty | punkty | punkty | punkty | punkty | punkty | punkty | punkty | punkty | punkty | punkty | punkty | punkty | punkty |        |        |        |        |        |        |        |        |        |
| -                                                                                            | -                | -                | -                | -               | -                           | -               | -                           | -              | -                  | -              | -                    | -                    | -                | -            | -                | -                | -              | -           | 62                   | -                | -                        | 0           | 0            | 0            | 0      | 0      | 0      | 0      | 0      | 0      | 0      | 0      | 0      | 0      | 0      | 0      | 0      | 0      | 0      | 0      |        |        |        |        |        |        |        |        |        |
| Sezon 1991/1992                                                                              |                  |                  |                  |                 |                             |                 |                             |                |                    |                |                      |                      |                  |              |                  |                  |                |             |                      |                  |                          |             |              |              |        |        |        |        |        |        |        |        |        |        |        |        |        |        |        |        |        |        |        |        |        |        |        |        |        |
| Thunder Bay K90                                                                              | Thunder Bay K120 | Sapporo K90      | Sapporo K115     | Oberstdorf K115 | Garmisch-Partenkirchen K107 | Innsbruck K109  | Bischofshofen K120          | Predazzo K90   | Sankt Moritz K95   | Engelberg K120 | Oberstdorf K182      | Oberstdorf K182      | Lahti K90        | Lahti K114   | Örnsköldsvik K90 | Trondheim K120   | Trondheim K120 | Oslo K110   | MŚL – Harrachov K180 | Planica K120     | punkty                   | punkty      | punkty       | punkty       | punkty | punkty | punkty | punkty | punkty | punkty | punkty | punkty | punkty | punkty | punkty | punkty | punkty | punkty | punkty |        |        |        |        |        |        |        |        |        |        |
| -                                                                                            | -                | 43               | 51               | q               | -                           | q               | -                           | -              | -                  | -              | -                    | -                    | -                | -            | -                | -                | -              | -           | -                    | -                | 0                        | 0           | 0            | 0            | 0      | 0      | 0      | 0      | 0      | 0      | 0      | 0      | 0      | 0      | 0      | 0      | 0      | 0      | 0      |        |        |        |        |        |        |        |        |        |        |
| Legenda                                                                                      |                  |                  |                  |                 |                             |                 |                             |                |                    |                |                      |                      |                  |              |                  |                  |                |             |                      |                  |                          |             |              |              |        |        |        |        |        |        |        |        |        |        |        |        |        |        |        |        |        |        |        |        |        |        |        |        |        |
| 1 2 3 4-10 11-30 poniżej 30 q – zawodnik nie zakwalifikował się - – zawodnik nie wystartował |                  |                  |                  |                 |                             |                 |                             |                |                    |                |                      |                      |                  |              |                  |                  |                |             |                      |                  |                          |             |              |              |        |        |        |        |        |        |        |        |        |        |        |        |        |        |        |        |        |        |        |        |        |        |        |        |        |

### Turniej Czterech Skoczni

#### Miejsca w klasyfikacji generalnej
| Sezon     | Miejsce |
| --------- | ------- |
| 1989/1990 | 87.     |

## Puchar Kontynentalny

### Miejsca w poszczególnych konkursachPucharu Kontynentalnego
| Źródło                                                                        | Źródło         | Źródło       | Źródło      | Źródło  | Źródło     | Źródło     | Źródło    | Źródło    | Źródło    | Źródło    | Źródło    | Źródło  | Źródło           | Źródło           | Źródło   | Źródło     | Źródło | Źródło | Źródło   | Źródło    | Źródło    | Źródło | Źródło | Źródło | Źródło | Źródło | Źródło | Źródło | Źródło | Źródło | Źródło | Źródło | Źródło | Źródło | Źródło | Źródło | Źródło | Źródło | Źródło | Źródło | Źródło | Źródło | Źródło | Źródło | Źródło | Źródło | Źródło | Źródło | Źródło | Źródło | Źródło | Źródło | Źródło | Źródło | Źródło | Źródło | Źródło | Źródło | Źródło |        |
| ----------------------------------------------------------------------------- | -------------- | ------------ | ----------- | ------- | ---------- | ---------- | --------- | --------- | --------- | --------- | --------- | ------- | ---------------- | ---------------- | -------- | ---------- | ------ | ------ | -------- | --------- | --------- | ------ | ------ | ------ | ------ | ------ | ------ | ------ | ------ | ------ | ------ | ------ | ------ | ------ | ------ | ------ | ------ | ------ | ------ | ------ | ------ | ------ | ------ | ------ | ------ | ------ | ------ | ------ | ------ | ------ | ------ | ------ | ------ | ------ | ------ | ------ | ------ | ------ | ------ | ------ |
| Sezon 1991/1992                                                               |                |              |             |         |            |            |           |           |           |           |           |         |                  |                  |          |            |        |        |          |           |           |        |        |        |        |        |        |        |        |        |        |        |        |        |        |        |        |        |        |        |        |        |        |        |        |        |        |        |        |        |        |        |        |        |        |        |        |        |        |        |
| Oberwiesenthal                                                                | Oberhof        | Courchevel   | Sankt Aegyd | Planica | Saalfelden | Ruhpolding | Liberec   | Harrachov | Willingen | Willingen | La Molina | Szczyrk | Schönwald        | Titisee-Neustadt | Chamonix | Le Brassus | Sprova | Meldal | Feldberg | Feldberg  | punkty    | punkty | punkty | punkty | punkty | punkty | punkty | punkty | punkty | punkty | punkty | punkty | punkty | punkty | punkty | punkty | punkty | punkty | punkty | punkty | punkty | punkty | punkty | punkty | punkty | punkty | punkty | punkty | punkty | punkty | punkty | punkty | punkty | punkty | punkty | punkty | punkty | punkty | punkty | punkty |
| -                                                                             | -              | 20           | -           | -       | -          | -          | -         | -         | -         | -         | -         | -       | -                | -                | 29       | 17         | -      | -      | -        | -         | 0         | 0      | 0      | 0      | 0      | 0      | 0      | 0      | 0      | 0      | 0      | 0      | 0      | 0      | 0      | 0      | 0      | 0      | 0      | 0      | 0      | 0      | 0      | 0      | 0      | 0      | 0      | 0      | 0      | 0      | 0      | 0      | 0      | 0      | 0      | 0      | 0      | 0      | 0      | 0      |
| Sezon 1992/1993                                                               |                |              |             |         |            |            |           |           |           |           |           |         |                  |                  |          |            |        |        |          |           |           |        |        |        |        |        |        |        |        |        |        |        |        |        |        |        |        |        |        |        |        |        |        |        |        |        |        |        |        |        |        |        |        |        |        |        |        |        |        |        |
| Oberwiesenthal                                                                | Oberwiesenthal | Sankt Moritz | Sankt Aegyd | Planica | Planica    | Wörgl      | Willingen | Willingen | Gallio    | Gallio    | Zakopane  | Szczyrk | Titisee-Neustadt | Schönwald        | Chamonix | Oberhof    | Sprova | Sprova | Kuopio   | Gällivare | Gällivare | punkty |        |        |        |        |        |        |        |        |        |        |        |        |        |        |        |        |        |        |        |        |        |        |        |        |        |        |        |        |        |        |        |        |        |        |        |        |        |        |
| -                                                                             | -              | -            | -           | -       | -          | -          | -         | -         | -         | -         | -         | 41      | -                | -                | -        | -          | -      | -      | -        | -         | -         | 0      |        |        |        |        |        |        |        |        |        |        |        |        |        |        |        |        |        |        |        |        |        |        |        |        |        |        |        |        |        |        |        |        |        |        |        |        |        |        |
| Legenda                                                                       |                |              |             |         |            |            |           |           |           |           |           |         |                  |                  |          |            |        |        |          |           |           |        |        |        |        |        |        |        |        |        |        |        |        |        |        |        |        |        |        |        |        |        |        |        |        |        |        |        |        |        |        |        |        |        |        |        |        |        |        |        |
| 1 2 3 4-10 11-30 poniżej 30 dq – dyskwalifikacja - – zawodnik nie wystartował |                |              |             |         |            |            |           |           |           |           |           |         |                  |                  |          |            |        |        |          |           |           |        |        |        |        |        |        |        |        |        |        |        |        |        |        |        |        |        |        |        |        |        |        |        |        |        |        |        |        |        |        |        |        |        |        |        |        |        |        |        |